# ティップ (ビリヤード)

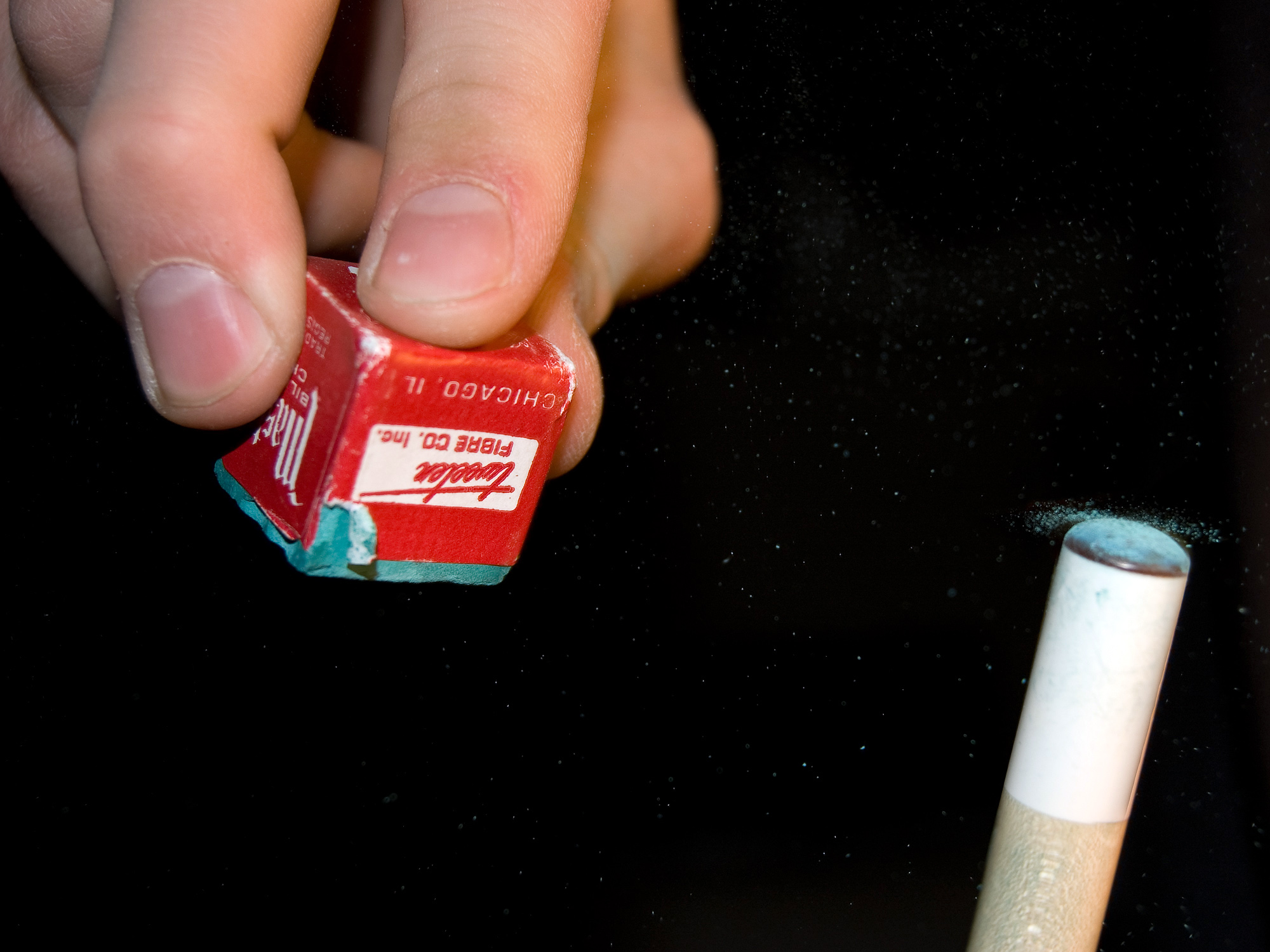
ティップにチョークを塗る

ティップ（英語：Tip,日本語では主に「タップ」）はビリヤードで利用されるパーツのひとつで、キューの先端につけられる厚み5〜9mm、直径9〜14mmの小片。革、合成樹脂などでできており、キューミスを減らし、手球に回転を与えるために利用される。日本ではタップとも呼ばれている。
ビリヤードの競技中にプレイヤーが撞くボール「手球」に対して、実際に接触が許されているのは唯一このティップだけであり、何度も手球と接触を繰り返すために耐用性が求められるなど競技において重要な部分を占めるパーツである。
材質や構造、染料による色合い、ティップ自身の硬さや弾力、撞き味がそれぞれの種類ごとに異なり、それらがティップの個性や特性となるため、自分のプレイスタイルに合ったティップを求めるプレイヤーは多い。

## 来歴

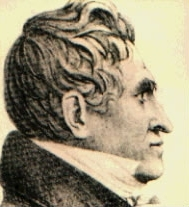
ティップを発明し、マッセのストロークを生み出したフランソワ・マンゴー

1807年、フランスのパリでフランソワ・マンゴーによってティップが発明された。それまでのビリヤードでは単なる木の棒でプレイされており、先端に丸みをつけ「マジック・パウダー」と呼ばれた石灰の粉を塗る方法で僅かながら手球に回転を与えていた。このティップの発明により手球とキューの先端が接触する際の摩擦係数が大きくなり、効率よく安定した回転を手球へ与えることが可能となった。

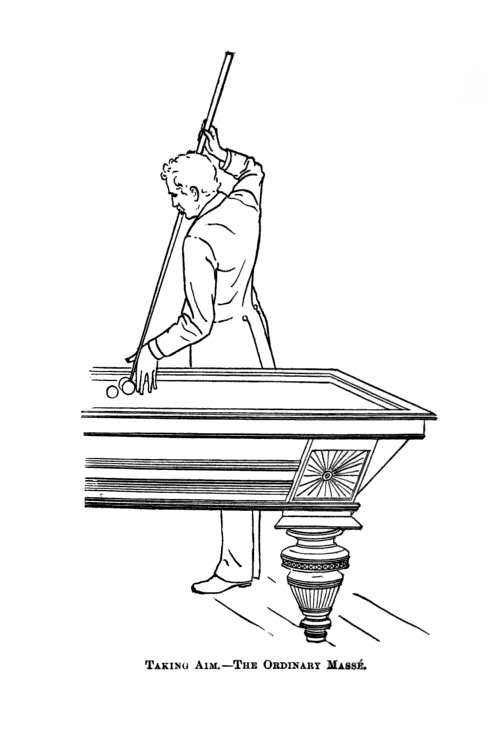
マッセは強烈な回転を手球に与える

後年、炭酸カルシウムに研磨剤などを混ぜた現代的なチョーク「スピンクス・チョーク」が発明されたことにより、手球に与えられる回転力はさらに向上し、同時にキューミスの確率が減った。近しい時期にフランソワ・マンゴーはキューをほぼ垂直に構えて上から打ち降ろし、手球に強烈な回転をかけるマッセのストロークを開発、そしてマッセという言葉自体を広めた。マンゴーはさらに後年となる1827年にビリヤード史上初となるアーティスティックビリヤードに内容を限定した本を出版するに至る。
1983年、上質で厚みのしっかりした牛革の入手が困難となったことから、日本のキャロムビリヤードのプロ選手（JPBF）毛利秀夫が薄い革を張り合わせて厚みを持たせた積層ティップの試作品「エキスパート」(後のモーリティップ)を発明した。試作段階では薄い革の研究を行い、最初は上質の牛革を貼り合せたものを完成させた。しかし、厚みのある牛革を薄くスライスすると元々持っていた強度が失われてしまうなどの理由により、さらに材質を模索、最終的に豚革へ至った。このような積層ティップは元々キャロムプレイヤーのために開発されたが、後にポケットビリヤードのプレイヤーにも受け入れられた。また、このように材料を「張り合わせる」という構造にヒントを得たプレデター社が木材を張り合わせて作るハイテクシャフトの先駆「314シャフト」を開発したとまで断言する人もいるほど、この積層ティップは画期的な発明であった。
1992年、モーリティップの量産販売が開始される。手作業による制作のためしばらくは生産量も少なく、一般に知れ渡るほどではなかったが、1994年のアメリカでは「恐るべき新ティップ登場」という話題で持ちきりとなり人気が出始めた。正規のディーラーが存在しなかったためディーラーの志願する電話がアメリカ国内から殺到した。志願者の中にはカスタムキューメーカーのジナも含まれていたという。しかし、毛利は日本での認知度が上がりつつある現況と、ディーラーが設定する販売額が高いこともあり、このときはディーラー販売を行わなかった。そのため海賊版が横行し、販売ルートを辿るうちに高値を付け、日本では1300円前後で売られているものがフィラデルフィアでは90ドルという値段で取引されるような事態も起きた。
1996年、キャロムビリヤードの本場であるヨーロッパでの需要を見込み、オランダにモーリティップの販売代理店が置かれたこともあり、モーリティップは徐々にヨーロッパで浸透していった。日本では翌1997年頃から人気が出始めた。このような人気の加速に生産量が追いつかなくなったことから毛利秀夫は特注の機械を導入、大量生産を可能とすると同時に品質の均一性を高めた。この機械の設計には毛利自身も携わっている。
2000年頃、ポケットビリヤードにおけるブレイクショット、ジャンプショットを行うために特化した合成樹脂製のティップが広まる。2001年には先角・ティップが一体型のブレイクキュー「スレッジハンマー」が登場。硬さがあり、反発力が強い合成樹脂ティップを備えたブレイクキューがトレンドとなった。
2007年、モーリティップが業界初とも言えるティップの個別包装を開始する。包装はブリスターパックにて行われ、真贋を見分けるためのホログラムシールが付与された。このホログラムシールは専用のビュワーを用いて覗くことで本物のモーリティップであるかどうかを確認できるようになっている。これは海外で大量に流通していた偽物MOORIへの対策でもあった。偽物対策を施したことに対しての評価は高く、モーリティップの人気が再燃するキッカケとなった。
しかし数年後また、各国でブリスターパック、ホログラムシールをコピーしたMOORIの偽物がはびこることとなった。近年はMOORIだけでなく、KAMUIなど他の大手の日本ブランドの偽物も作られているので、消費者もインターネットオークションなどで安価に売られている物は買わないなど、注意が必要である。

## 用いられる材質

### 革
主な材質として牛、豚、水牛の3種類が利用されている。適度な弾力性と反発力を持ち、温度や湿度の変化に耐性のあるなめし革が利用される。ティップに利用される革はなめし加工の際に利用されるなめし剤の違いにより「クローム系」「タンニン系」に区分される。
クローム系の革を用いたティップは繊維の間に空洞が多くそれが原因となり、撞いた瞬間の反応が鈍ったり、パワーロスを引き起こしやすいと言われる。ポケットビリヤードではキューの先端径がキャロムキューよりも大きく、また手球のサイズも小さめであることから問題はないが、キャロムビリヤードのプロ選手にはクローム系のティップを利用している人は「恐らくいない」と毛利秀夫はCUE'S誌上で語った。

#### 構造
革製のティップは製造法の違いから2種類の構造のものがあり、それらの構造の違いから品質の均一性などが異なる。同じ銘柄で品質の違いが大きいティップはアタリ・ハズレがあるということであり、ティップを選ぶ際には目利きが必要となる。

##### 単層
厚みを持った1枚の革に大きな圧力をかけて成型したもの。一枚革とも呼ばれる。革の種類、取得する動物の部位によっても性質が異なるため、均一な品質のものを作成するのは難しい。ティップ50個入りの箱の中でも品質が良いとされるものは数が少ない。

##### 積層

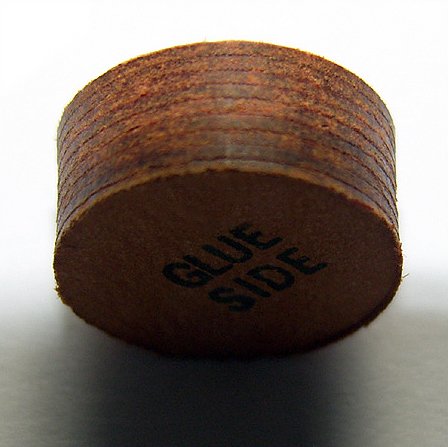
積層ティップの元祖「モーリ」

薄い革を接着剤を用いて貼り合わせて層をなし、必要な厚みになったものに対して圧力をかけて成型したもの。ラミネートとも呼ばれる。積層ティップは革の厚みや層の数などを調整することでティップに必要な硬度や弾力性を変えることができるため、同一銘柄でも様々な硬さのティップが作成することが可能となった。
品質の均一性が高く、どれを選んでも個体差がほとんどないため、良質で厚みのある革が得られにくくなったことも手伝って1990年代よりシェアを伸ばしている。また、柔らかいティップが長期間に渡って硬度を保ち、品質的にも安定するものは積層でしか実現しえないとされる。

#### 二次加工
革製のティップは市販されている製品をさらにプレス加工したものが利用されることがある。プレスを行うと元々の硬度より硬くなることから「締め」と表現される。また、ティップを交換したり、メンテナンスした後、しばらく撞いていると表面が手球との接触による衝撃を受けてティップ表面が硬くなり締まってくることがあるが、これを撞き締めという。
プレスは万力、油圧式で動くプレス機などで行われる。一度に圧力をかけすぎるとバリが出るとの理由から、数回のプレス工程を経て完成させる場合もある。ティップ表面を平坦に保ったまま締める方法の他、加工後のティップ表面に適度な丸みがついた状態となるようにして締めることもある。なお、油圧締めのティップの中には「10トン締め」など、どれくらいの負荷をかけてプレスしたかが名称に付されているが実際に10トンの圧力が掛かっているかは測定されていない。
万力を使って自分でティップを締める場合は、ティップを水につけたりしてから締める。水をつける量は適宜変更し硬さを調整していく。単層のティップを締める際には水分が不足すると潰れてしまうことがある。

#### ティップに及ぼされる影響

##### プレイによる影響
ティップは手球を撞くたびにその反動を衝撃として受けることになる。結果、ティップの表面は徐々に硬化して行き、形が崩れたり、必要な弾力を失ったり、チョークが付着しづらい状態となっていく。このため定期的なメンテナンス(後述)が必要となる。

##### 湿気による影響
ティップは湿気の影響を僅かながらに受ける。湿気が多い季節には柔らかくなり、雨などが多量に降るとその傾向は強まり、ティップが手球に負けてしまい、必要な反発力が得られないことがある。逆に湿気が少ない季節にはティップは硬くなる傾向にある。

##### 繊維の性質による影響
革の中の繊維が膨らんで来るとティップが上方向や横方向へ伸びていき、ティップが柔らかくなっていく。この状態を提灯と呼ぶ。この提灯になったティップを好むプレイヤーもいるが、撞いたときにその柔らかさでパワーをロスしてしまうのでティップ交換の目安とする場合もある。
また、ティップの繊維質が微細なものほど湿気によりコンディションに変化を来たす場合がある。CUE'S誌上でエフレン・レイズは「モーリティップは高温多湿のフィリピンにおいて、特に湿度が高いときには使えない。」という旨のことを語ったが、これに対して毛利秀夫は「一理ある」とし、その理由として繊維が細かいティップは毛細管現象を引き起こし、湿気をティップがどんどんと吸い取るためであると回答している。

### 合成樹脂
フェノール樹脂、カーボンファイバーなどが主な原料として利用され、ティップの形状に加工される。合成樹脂のティップはポケットビリヤードのブレイクショット、ジャンプショットを行うために特化したティップであり、より硬質なティップが求められた結果として開発された。合成樹脂製のティップは通常のティップの形に成型されたものの他、同素材で作成されることがある先角と一体形成した先角一体型ティップも開発されている。

## 硬度
ティップの性能は硬度が主な指針となっており、5段階、あるいは10段階の指標値により硬度が示されている。この硬度と材質、ティップの構造などから手球を撞いた瞬間にティップがボールへ接触する時間や反発力、チョークの付着しやすさなどを判別し、購入の目安とすることができる。ただし、チョークの付着しやすさはチョーク自体の性能にも左右されるため、一概には判断できない。

### 硬度とプレイの相関性

#### 勝率との相関
キャロムに関して言うと、統計的に見て試合の勝率とティップの硬度には関連性があると言われており、柔らかいものよりはやや硬いもの使っているプレイヤーのほうが勝率が高い。毛利秀夫がCUE'S誌上で語ったところによると日本のスリークッション界やキャロムの世界的なチャンピオン達がふかふかで柔らかいティップを使っているという話はまず聞かないと言われる。その理由は競技中に重いほうへ変化していくテーブルコンディションに対して硬いティップが向くからであり、柔らかいティップでそのようなコンディションでヒネリを入れた際、手球がヒネリを入れた方向へ引っ張られるという現象が起きてくるからであるとしている。
また、同じくロバート・バーンも自著の中で「トッププレイヤーには、やや固めのタップを好む人が多い」と語っている。
一方、プール（９ボールなどのポケットビリヤード）の世界では、やわらかいタップを好むトッププレイヤーは以前から存在する。近年のハイテクシャフトやカーボンシャフトとの相性もあってか、現在やわらかいタップを好むトッププレイヤーも少なくない。

#### プレッシャーとの相関
プレイスタイルや撞いた瞬間の感触が自分の合っているという硬度のティップを利用した場合、不必要なプレッシャーを克服できることがある。撞いた瞬間に感じるティップの硬さに対して違和感を持ってしまった場合、本来なら問題なく撞けるような配置でもナイーブになり、ボールコントロールが難しくなっていく可能性がある。

#### ストロークとの相関
キューのインパクトの瞬間に握りこまず、ブランコのように肘から先を振ってストロークを行うプレイヤーは柔らかいティップが良いと言われる。このようなストロークではボールをインパクトした後にティップがボールをしっかりと捕えることがないため、柔らかいティップがそれを補う役割を果たす。
また、ショットスピードが速くハードに撞くプレイヤーは硬いティップを選ぶと良いとされる。これは柔らかいティップではディフレクションが出やすいことも影響している。

## 他の器具やルールなどとの関係

### キューとの関係
硬めのキューに柔らかいティップという組み合わせは良くないとされ、柔らかいキューに柔らかいティップを付けるという組み合わせはパワーのロスも多く、同時にショットがボヤけるからもっと悪い組み合わせであるとされる。
柔らかいティップは他にも強く撞くとディフレクションが出るという性質から、ディフレクションの出るキューに柔らかいティップをつけた場合、余分なディフレクションが出てしまう。また、柔らかいティップだからと言ってキューが切れるということはなく、それはあくまで撞き方の違いであると言われる。

### 先角との関係
先角は撞いたときの感触や反発時間を左右することがあり、ティップ自体が持つ反発時間よりも短い時間で反発したり、あるいは長い時間で反発するものがある。また、ティップの性能自体を生かしきれず殺してしまうものもある。

### チョークとの関係

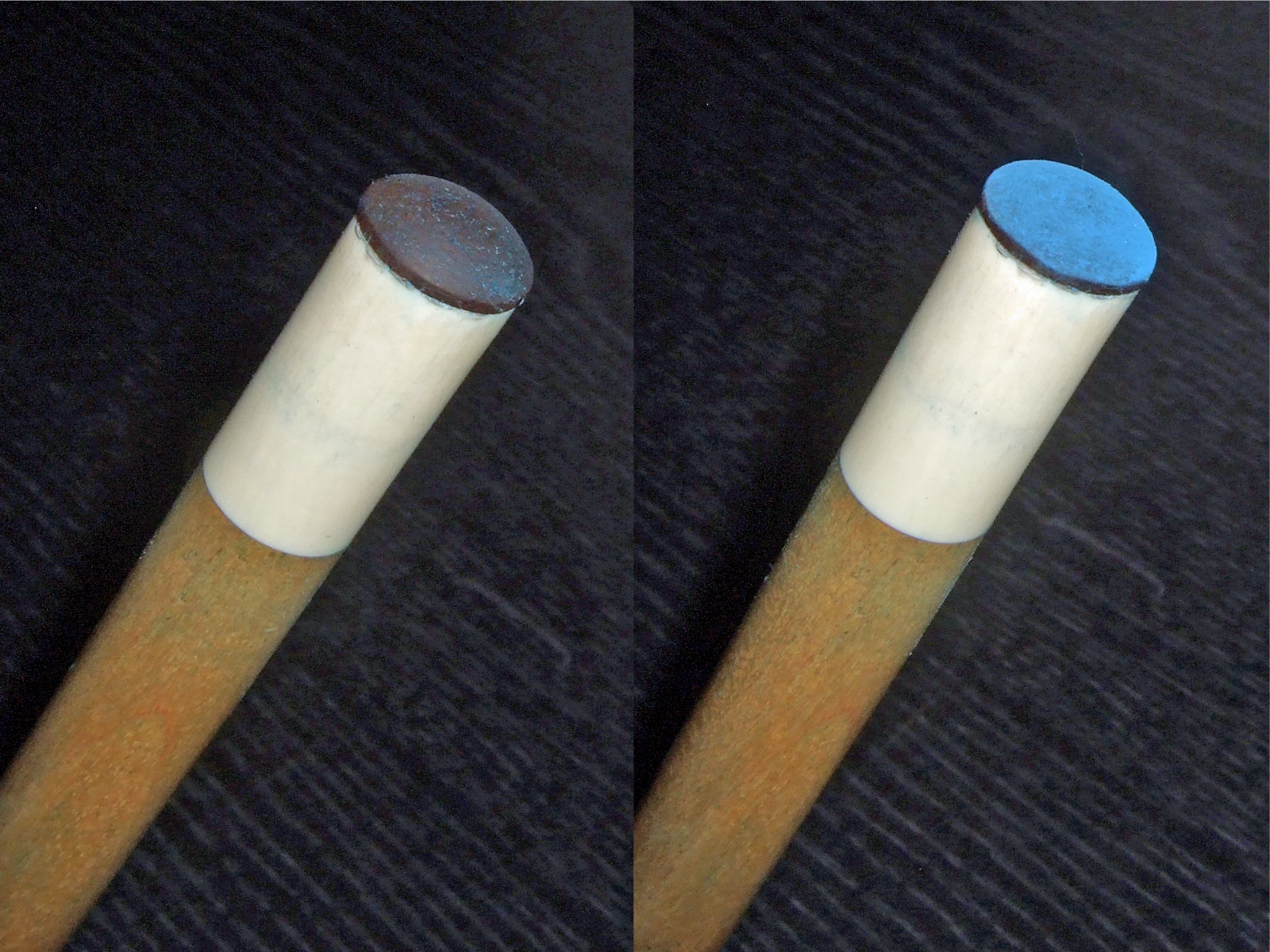
チョークを満遍なく塗ったティップとそうでないティップ

ティップはチョークを塗らないと撞いた瞬間にボール表面をスリップし、回転を掛けることができない。ティップ表面に付着したチョークは手球を撞いた際の衝撃でテーブル上へ落ちていくため、毎回、あるいは数回に1度はチョークを塗る必要がある。
柔らかいティップのほうが比較的チョークが付着しやすい。合成樹脂製のように硬度が高いティップにはなかなかチョークは付着しない。そのため合成樹脂製のティップには表面に微細な加工が施されているものもある。
チョークを塗る際に常に同じ方向へ動かしているとチョーク内に含まれる研磨剤により、その方向に対してなびくことができる繊維のみが残り、ティップ表面がテカりやすくなる。従って、逆方向へ塗るなどすることで寝ていた繊維を起こすとティップ表面がテカるまでの期間を遅くすることができる。また、チョークを強く当てて塗ると研磨剤によって表面の磨耗が早まり、やはりティップ表面がテカりやすくなる。
複数のチョークを用いるとティップ表面で粒子が混ざり合いティップに良くないとされる。また、チョークには研磨剤が含まれているため、窪みの丸みが異なるチョークを利用しているとティップにつけた丸みにも影響が出る。これらの理由でマイチョークを必ず携行するプレイヤーもいる。

### ボールとの関係
手球を撞く度にボールの反発力がティップからキューへ伝わるため、ティップや先角へ負荷が掛かる。ティップが薄くなってくると先角へ掛かる負荷が増えていくため、衝撃で先角が割れたりする前にティップを交換することが多い。
また、手球を撞くとボール表面に塗られたワックスがティップへ付着するが、この状態でチョークを利用するとティップに付着していたワックスがチョークへも付着してしまい、チョークをティップにつけてもワックスを上塗りするだけに留まる状態となるため、撞いた際にティップ表面が滑りやすくなりキューミスが起きやすい状態となる。このような場合はチョークやティップ表面のワックスを落とすと良い。

### ルールとの関係
手球に唯一触れることができるのはティップだけであるが、そのティップの側面が手球に触れた場合もティップで手球に接触したこととなりファールが取られる。手球フリー(ボール・イン・ハンド)などの際にキュー先を使って手球を配置するプレイヤーは多いが、ティップが触れてしまえばファールである。
また、合成樹脂製のティップ(先角一体型を含む)をつけたキュー(厳密にはシャフト)は競技ルールによって利用を禁止している場合もあるので確認が必要である。

## メンテナンス

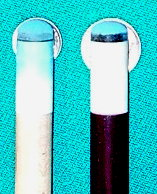
「適度な丸み」はプレイヤーにより異なる

ティップで最初に行われるメンテナンスはティップ表面へ丸みを与えることである。後述するやすりなどのツールを利用して必要な丸みを作っていく。この丸みがどれくらいにするのが適切であるかはプレイヤーの好みやプレイスタイルにより違い、捻りを多用するプレイヤーほど丸みをつける傾向にある。一般的にティップ表面の丸みは硬貨の外周が目安とされ、日本では「10円の丸み」などと説明される。
プレイを重ねていくうちにティップは手球を撞いた衝撃を受け、横方向へ膨らんでくるので小まめなメンテナンスを必要とする。膨らんでしまった側面を紙やすりなどで削ったり、指やメンテナンスツールを利用して側面方向に圧力をかけて膨らまないように締める、革を良い状態に保つためにバニシャーや唾液を側面より馴染ませて空拭きをする、プレイヤーによっては黒いフェルトペンを利用し側面を塗りつぶすなどのケアをする。なお、積層ティップはこのような側面方向への膨らみに強い傾向があり、メンテナンスを行わずとも長期間に渡って品質が保たれると言われる。
またそのような衝撃によりティップの表面が硬化し、チョークが付着し辛くなった結果キューミスが多くなる。このような場合はティップ専用に開発されたメンテナンスツールを利用したり、金属やすりで叩くなどして表面を微小に傷つけ、ティップを揉むというメンテナンスを行い、チョークが付着しやすい状態にすることが必要となる。
チョークの付着が悪くなった場合やキューミスが増えるなどした場合、やすりなどで表面をごっそりと削り取って毛羽立たせることがあるがこれを行うには注意が必要となる。毛羽立たせたティップの表面にチョークを塗った場合、チョークの粉が毛の間に入り込むが、手球を撞いた衝撃でチョークがスパイクの役割をし、ティップ表面の繊維が削ぎ落とされてしまってキューミスが起こりやすくなってしまうためである。また、ティップ表面がティップ交換後と同じような状態となるため、また改めて撞き締めを行ってティップのコンディションを整えなおさなければならない。

### 交換サイクル
ティップを交換するサイクルはプレイヤーによって異なるが、基本的には同じティップを半永遠的に使い続けることはできない。数ヶ月で交換するプレイヤーもいるが、この多くはティップのメンテナンスによりティップが磨耗して厚みがなくなっていくためである。ティップの厚みが失われて薄くなるにつれて接着している先角への負荷は増えていき、手球を撞く際に生じる衝撃が先角へダメージとして蓄積されていき割れてしまうことがある。そのため、先角が割れる可能性があるほど薄くなって来た場合に交換の目安にすると良い。プロ選手の場合はティップの状態を見極め、試合時期に合わせて交換することもある。
また、ティップを短いサイクルで交換するプレイヤーの中には新しいティップを試し、フィーリングが合わないという理由から交換した直後でも再度ティップを付け替えるということをする場合もある。他にもティップの表面が少しが硬くなってしまった際に、ティップ表面を揉んだりせずに取り替えるプレイヤーもいる。ティップにはアタリ・ハズレが存在することから、ハズレのティップだと判断した場合にすぐに取り替えるというプレイヤーもいる。

### 交換手順
ティップの交換をするには大まかに以下のステップを踏む。メンテナンスに必要なツールについては後述する。
1. 革断ちナイフを利用してティップの大部分を切り落とす
2. カッターナイフの刃を使い、先角に残ったティップをこそぎ落とす（木工用ボンドの場合はニッパーなどで外し、おしぼりで拭く）
3. 目の細かい紙やすりなどを用い、先角の先端を水平に整える
4. ティップの接着面を金属やすりに当て水平に削る
5. 接着剤を塗り、ティップを先角へ接着する
6. ティップクランプなどでティップを固定し、接着剤の乾燥を待つ（瞬間接着剤の場合は不要）
7. 先角より横方向へはみ出たティップ側面を革断ちナイフで切り落とす
8. 金属やすり、ティップシェイパーでティップ表面の丸みを整える
9. サイドを磨き、締めることでツヤを出す。これは樽のタガをはめるような意味も持つ

ティップ交換に必要なメンテナンスツールを買い揃え、自ら交換を行うことができるプレイヤーもいるが、ティップ交換自体はある程度の熟練を要するため、作業に慣れていない場合は革断ちナイフの刃で先角を傷つけてしまうことがある。そのためビリヤードショップやビリヤード場に依頼して交換してもらうプレイヤーも多い。ただし、このような場合には工賃(手間賃)が掛かる場合もある。

### メンテナンスツール

#### やすり
ティップ交換時に新しいティップの接着面を水平にならしたり、ティップ表面に適度な丸みを与えたり、微細な傷を与えてチークの付着具合を良くするために金属やすりや紙やすりが利用される。ただし、紙やすりはティップの接着面を水平にならす作業には向いていない。例えば、目詰まり防止の対策が図ってある紙やすりを利用して接着面をならした場合、剥離したやすり目がティップへ付着することがあり、交換したばかりのティップが取れやすくなることがある。

##### ティップシェイパー
ティップに適度な丸みをつけるために開発された特製のやすり。お椀型に窪んだ面や竹を4分割したような形の湾曲した面に沿ってやすり目がつけられている。これらのティップシェイパーを利用すると熟練を要さずに適度な丸みをティップに与えつつ、表面を毛羽立たせることができる。丸み、やすり目の粗さなど、メーカーにより異なっている。また、複数の窪みが用意され、好みの丸みを与えられるようになっているものもある。

#### ナイフ

##### 革断ち
ティップ交換時に古いティップを切り取るために利用したり、ティップ交換後にキューの先端から側面にはみ出ている部分を切るために利用される。切れない刃を使った場合は革にダメージを与えることがある。

##### カッター
ティップ交換時に古いティップの大部分は革断ちで切り落とすが、先角に残った微小な革はカッターナイフの刃を先角の先端に当ててこそぎ落とす。こそぎ落とした後、カッターの刃を倒して先角の接着面へ当てて、隙間から漏れてくる光がないことを確認する作業にも利用される。ここで光が漏れてくる場合は接着が甘くなる可能性があり、ティップが取れやすくなる。

#### 接着剤
接着剤の結合が弱いと手球を撞いたときの衝撃でティップが外れてしまうことがあるため、どの接着剤を使うかを研究しているプレイヤーもいる。木工用ボンドが用いられることもあったが乾燥までに時間が掛かることもあり、ゲル状の瞬間接着剤が用いられるなどしている。

#### ティップクランプ
ティップと先角との接着面がしっかり乾燥するまでティップをキュー先へ押し付けて固定しておくためのもの。接着剤の発達によって乾燥するまでの時間が短縮されたこともあり、指で強く押さえるだけで済む場合もある。

#### 旋盤
旋盤はシャフトのメンテナンス時に利用されることが多いが、ティップの交換時にも利用されることがある。
旋盤を利用してティップをつけた場合、回転による摩擦熱が接着面に発生して接着剤が軟化してしまう。そのような状態に旋盤による回転がさらに掛かるとねじれた状態で接着されてしまい、積層系のティップは取れやすくなることがある。そのため、切れる刃を利用して旋盤の回転数を下げて作業を行うという対策が奨励される。
近年は、ビリヤードに特化した小型の旋盤も売られている。

CUETIMA
初心者でも使えると言われる、新しいタップ工具。（日本総代理店はADAM社）

## 保管方法
ティップの保管方法は長矢賢治が自宅で行っている方法をCUE'S誌上で語ったものが知られる。それはティップを空気をある程度遮断できるようなケースへ入れ、水の入ったコップと一緒にしまっておくというものである。これはティップが空気の乾燥によって変質し、硬くなってしまうことを防ぐためでティップが水分を吸収できる環境を作っておくというもの。しばらくするとコップ内の水が減っていくため、再度コップへ水を注ぎ足すということを繰り返す。このような方法を取らなかった場合、柔らかいティップでも2〜3年ほどで使い物にならなくなるという。しかし、このような保管方法をもってしても5年ほど状態が保てれば良いほうだと長矢賢治は語った。

### ティップケース
ティップを保管・携帯するための用具としてティップケースがある。幾つか嵌め込んでおく手帳のような形状のものや筒状になっているものがある。一度に保管できる個数はケースによりまちまちではあるが、5〜20個程度のティップを入れられるようになっている。

## 主なティップ製造メーカー（銘柄）
- 毛利工房（MOORI)
- 斬（ZAN)
- カムイ・ブランド（KAMUI)
- プレデター
- G2
- 有限会社モラビア
- ADAM
- 株式会社三木(Mezz)
- ブランズウィック
- YUME
- HOW
- タイガー